# Roger Mynors
Sir Roger Aubrey Baskerville Mynors (28. července 1903 – 17. října 1989) byl anglický klasik a medievalista, který vedl katedry latiny na univerzitách v Oxfordu a Cambridge. Jako textový kritik byl odborníkem na studium rukopisů a jejich úlohu při rekonstrukci klasických textů.
Mynorsova kariéra trvala po většinu 20. století a zasahovala do obou předních anglických univerzit, Oxfordu a Cambridge. Vzdělání získal na Eton College, studoval Literae Humaniores na Balliol College v Oxfordu a první roky své kariéry strávil jako člen této koleje. V letech 1944–1953 byl Kennedyho profesorem latiny v Cambridgi a od roku 1953 až do svého odchodu do důchodu v roce 1970 profesorem latiny na Corpus Christi College v Oxfordu. Zemřel při autonehodě v roce 1989 ve věku 86 let, když cestoval do svého venkovského sídla Treago Castle.
Mynors měl pověst jednoho z nejvýznamnějších britských klasiků. Byl odborníkem na paleografii a zasloužil se o rozluštění řady velmi složitých rukopisných vztahů ve svých katalozích knihoven Balliol a Durhamské katedrály. Mezi jeho publikace na klasická témata patří kritická vydání Vergilia, Catulla a Plinia Mladšího. Poslední počin jeho vědecké kariéry, obsáhlý komentář k Vergiliovým Georgikám, byl vydán posmrtně. Kromě čestných titulů a stipendií různých institucí byl Mynors v roce 1963 jmenován rytířem bakalářem.

## Mládí a středoškolské vzdělání
Roger Aubrey Baskerville Mynors se narodil v Langley Burrell v hrabství Wiltshire v rodině herefordshirské šlechty. Rodina Mynorsů vlastnila od 15. století panství Treago Castle, kde v pozdějším věku pobýval. Jeho matka byla Margery Musgraveová a otec Aubrey Baskerville Mynors byl anglikánský duchovní a rektor v Langley Burrellu, který byl tajemníkem Pananglikánského kongresu, který se konal v Londýně v roce 1908. Mezi jeho čtyři sourozence patřilo jednovaječné dvojče Humphrey Mynors, který se stal viceguvernérem Bank of England. Bratry pojilo blízké přátelství a po Rogerově odchodu do důchodu spolu žili v rodném domě.
Navštěvoval Summer Fields School v Oxfordu a v roce 1916 nastoupil jako stipendista na Eton College. Na Etonu patřil ke generaci žáků, mezi něž patřili historik Steven Runciman a spisovatel George Orwell. Jeho předčasný zájem o latinskou literaturu a její předávání podpořili dva z jeho učitelů, Cyril Alington a M. R. James. Zejména Alington se stal vlivným učitelem a přítelem, neboť byl stejně jako Mynors fascinován rukopisnou tradicí středověké Evropy.

## Akademická kariéra

### Balliol College, Oxford

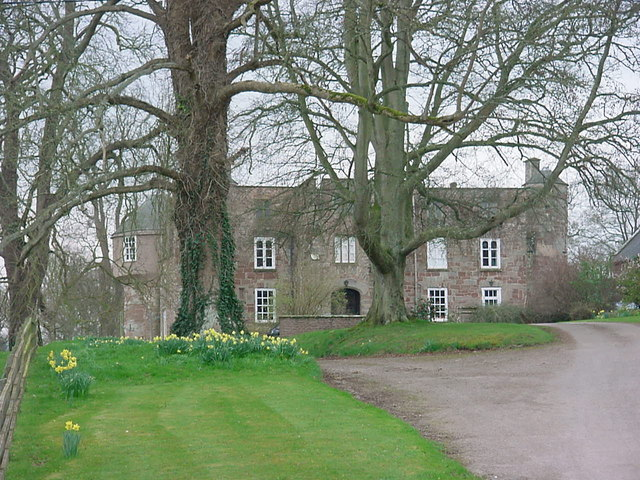
Hrad Treago, venkovské sídlo rodiny Mynorových.

V roce 1922 získal Mynors stipendium Domus exhibition na studium klasických věd na Balliol College v Oxfordu. Navštěvoval tuto kolej ve stejné době jako literární kritik Cyril Connolly, muzikolog Jack Westrup, budoucí prorektor Oxfordské univerzity Walter Fraser Oakeshott a historik Richard Pares a byl ve svých akademických studiích velmi úspěšný. V roce 1926 získal bakalářský titul a získal stipendia Hertford (1924), Craven (1924) a Derby (1926). Byl zvolen stipendistou na Balliolu a stal se učitelem klasických jazyků. V roce 1935 byl povýšen na univerzitního lektora. V době svého jmenování se Mynorsova výuka z velké části zaměřovala na básníka Vergilia, jehož kompletní dílo v následujících desetiletích vydal.
Za jeho působení na Oxfordské univerzitě začala jeho rozsáhlá práce o středověkých rukopisech. Od konce dvacátých let 20. století Mynorse více než čistě klasické otázky přitahovaly otázky kodikologie. Připravoval edici učence 6. století Cassiodora, kvůli níž podnikl rozsáhlé cesty po kontinentální Evropě; kritické vydání vyšlo v roce 1937. V roce 1929 byl jmenován knihovníkem Balliol College. Tato pozice dala podnět k vytvoření katalogu středověkých rukopisů koleje. Podobný projekt, katalog rukopisů uložených v durhamské katedrále, byl sestaven ve 30. letech 20. století. Mynorsův zájem o kodikologii dal vzniknout úzké spolupráci s medievalisty Richardem Williamem Huntem a Neilem Ripleyem Kerem.
V roce 1936, ke konci svého působení na Balliolu, se Mynors seznámil s Eduardem Fraenkelem, tehdejším držitelem katedry latiny v Oxfordu. Fraenkel, který přesídlil do Anglie kvůli rostoucí diskriminaci německých Židů, byl předním představitelem německé vědecké tradice. Jeho mentorství přispělo k Mynorsově proměně z amatérského badatele v profesionálního kritika latinských textů. Udržovali blízké přátelství, díky němuž se Mynors seznámil s dalšími německými filology, včetně Rudolfa Pfeiffera a Otto Skutsche.
Zimu roku 1938 strávil Mynors jako hostující vědecký pracovník na Harvardově univerzitě. V roce 1940, po krátkém návratu na Balliol, byl v důsledku britské účasti ve druhé světové válce zaměstnán na oddělení devizové kontroly Ministerstva financí Jejího Veličenstva, které mělo na starosti správu devizových transakcí. Na Balliolu Mynors vyučoval od roku 1926 do roku 1944, tedy v době, kdy byl mentorem řady budoucích vědců, včetně znalce Wittgensteina, Davida Pearse a klasika Donalda Russella.

### Pembroke College, Cambridge

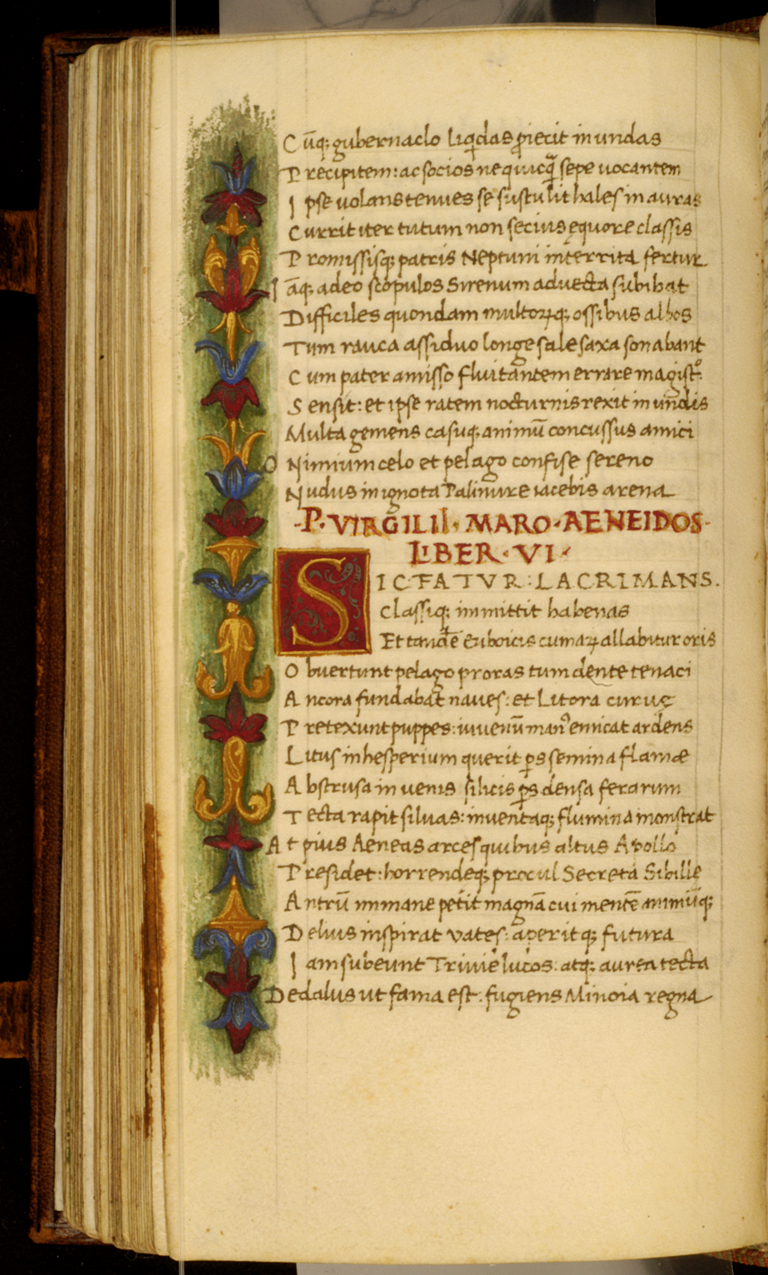
Mynors vydal standardní vydání Aeneidy. Tento rukopis z 15. století obsahuje začátek šesté knihy básně.

V roce 1944 Mynors na popud Fraenkela přijal nabídku převzít Kennedyho profesuru latiny na univerzitě v Cambridge. Stal se také členem Pembroke College. V roce 1945, krátce po přestěhování do Cambridge, se oženil s Lavinií Alingtonovou, lékařskou badatelkou a dcerou svého bývalého učitele a ředitele Etonu Cyrila Alingtona. Manželé neměli žádné děti. Přestěhování do Cambridge znamenalo pokrok v jeho akademické kariéře, ale brzy začal uvažovat o návratu do Oxfordu. Neúspěšně se ucházel o místo mistra Balliol College poté, co toto místo v roce 1949 uvolnil Sandie Lindsay. Místo něj byl zvolen historik David Keir.
Jeho působení v Cambridgi způsobilo změny v Mynorsově akademickém profilu. Jeho povinnosti na Balliolu se soustředily na vedení vysokoškolských studentů, zatímco on sám se mohl ve svém výzkumu věnovat paleografickým tématům. V Cambridgi musel Mynors intenzivně přednášet o latinské literatuře a vést studenty ve výzkumu, s čímž měl jen málo zkušeností. Povinnosti vyplývající z jeho univerzitního postu mu ponechávaly jen málo času na zapojení se do činnosti koleje, což vedlo Mynorse k tomu, že svého odchodu z Oxfordu litoval a v osobním dopise toto rozhodnutí označil za "zásadní chybu".
Přestože jeho funkce byla především latinářská, jeho angažovanost v oblasti vydávání středověkých textů se ve čtyřicátých letech zintenzivnila. Poté, co jej oslovil historik středověku V. H. Galbraith, se Mynors v roce 1946 stal editorem Nelsonovy řady Medieval Texts. Na této řadě pracoval nejprve jako spolueditor a od roku 1962 jako poradní redaktor a pro řadu svazků redigoval latinský text. Byl hlavním autorem edic spisu Waltera Mapy De nugis curialium a Bedových Historia ecclesiastica gentis Anglorum. V roce 1947 spolupracoval s oxfordským historikem Alfredem Brotherstonem Emdenem, který s Mynorsem konzultoval své vlastní dílo o dějinách Oxfordské univerzity a zároveň mu pomáhal s katalogem Balliolu.

### Corpus Christi College, Oxford
V roce 1953 byl Mynors jmenován profesorem latiny na Corpus Christi a mohl se tak vrátit do Oxfordu, kde vystřídal Eduarda Fraenkela. V té době neexistoval žádný precedens pro takový přesun mezi vedoucími katedrami v Oxfordu a Cambridge. Většina jeho práce editora latinských textů se odehrála během tohoto druhého období v Oxfordu. Pracoval pro řadu Oxford Classical Texts a připravil kritická vydání kompletních děl Catulla (1958) a Vergilia (1969) a Epistulae Plinia mladšího (1963). Ačkoli se zaměřoval na klasická témata, nadále pracoval na rukopisech jako kurátor Bodleian Library. Během sedmnácti let, které Mynors strávil na univerzitě, se snažil udržet její pozici špičkového centra v oblasti klasiky a podporoval kontakty s novou generací latinistů, mezi něž patřili E. J. Kenney, Wendell Clausen, Leighton Durham Reynolds, R. J. Tarrant a Michael Winterbottom.

## Odchod do důchodu a úmrtí
V roce 1970 odešel Mynors do důchodu a přestěhoval se na své sídlo na zámku Treago. Kromě toho, že se intenzivně věnoval arboristice, pracoval na komentáři k Vergiliovým Georgikám, který vyšel posmrtně v roce 1990. Pro nakladatelství University of Toronto Press přeložil korespondenci humanisty Erasma Rotterdamského a zajímal se o nedalekou herefordskou katedrálu, kde v letech 1979-1984 působil jako předseda spolku přátel katedrály. V roce 1980 založila farnost katedrály fond s Mynorovým jménem na pořízení sbírky vzácných knih.
Dne 17. října 1989 zahynul Mynors při dopravní nehodě u Herefordu, když se vracel z práce na rukopisech katedrály. Byl pohřben v St Weonards. Meryl Janceyová, čestná archivářka katedrály, později prozradila, že Mynors ve stejný den vyjádřil potěšení nad svou vlastní vědeckou prací o Bédově smrti: "Řekl mi, že je rád, že pro Oxford Medieval Texts přeložil zprávu o Bedově smrti a že Beda nepřestal v tom, co považoval za svou práci pro Boha, až do samého konce."

## Přínos vědě

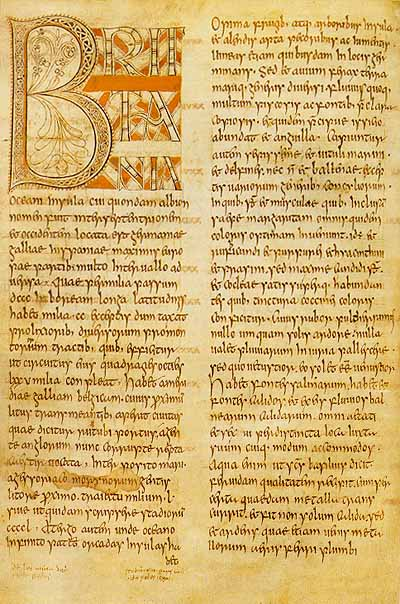
List z Svatopetrského Bedy, který Mynors použil ve svém vydání Historia ecclesiastica gentis Anglorum

### Katalogizace rukopisů
Mynorsův hlavní zájem spočíval v paleografii, studiu rukopisů z doby před novověkem. Ve svých katalozích knihoven Balliol a Durhamské katedrály se zasloužil o rozluštění řady složitých vztahů mezi rukopisy. Zajímal se zejména o fyzický stav rukopisů, včetně zkoumání skvrn a linek. Pro balliolskou archivářku Bethany Hamblenovou je tento zájem typický význam, který Mynors přikládal formálním znakům při hodnocení rukopisných knih.

### Kritické edice
Řada kritických edic o latinských autorech tvoří celek Mynorsovy čistě klasické vědy. Kvůli své neochotě emendovat nad rámec předávaných čtení byl Mynors označován za konzervativního textového kritika. Předpokládá se, že tento přístup pramení z jeho tendence přisuzovat rukopisům a jejich písařům velkou historickou hodnotu.
První z jeho kritických edic jsou Cassiodorovy Institutiones, první od roku 1679. V úvodu Mynors nabídl nový pohled na složitou rukopisnou tradici, aniž by vyřešil základní otázku, jak byl původní text v pozdějších opisech rozšířen. Vydání pochválil recenzent Stephen Gaselee v časopise The Classical Review, podle něhož poskytne solidní základy pro komentář; Alexander Souter, píšící pro Journal of Theological Studies, jej označil za "definitivní vydání" a ocenil Mynorsovu klasifikaci rukopisů.
V roce 1958 vydal Mynors edici Catullových básní. Jeho text následoval po dvou nedávných edicích Moritze Schustera (1949) a Ignazia Cazzanigy (1956), s nimiž musel soupeřit. Mynors zaujal konzervativní postoj k problémům, které Catullův text představuje, a neotiskl žádné moderní emendace, pokud neopravovaly zjevné písařské chyby. V rozporu se svými konzervativními instinkty odmítl tradiční archaizující ortografii rukopisů ve prospěch normalizovaného latinského pravopisu. Tento zásah označil filolog Revilo Oliver za "vítězství zdravého rozumu" v katulské kritice. Podle recenzenta Philipa Levina se Mynorsova edice odlišuje od předchozích textů tím, že podrobně zkoumá "velkou část" nezkoumaných rukopisů. Latinista Stephen Harrison v roce 2000 kritizoval Mynorsův text za "vynechání mnoha důležitých domněnek z textu", zatímco jej chválil za zpracování rukopisné tradice.
Jeho edice Pliniových Epistulí použila podobnou metodu, ale snažila se být spíše mezistupněm než přepracováním textu. Mynorsova edice kompletního Vergiliova díla přepracovala text zkonstruovaný F. A. Hirtzelem v roce 1900, který byl již zastaralý. Rozšířil rukopisnou základnu o 13 drobných svědků z 9. století a doplnil ji o rejstřík osobních jmen. Právě jeho posouzení těchto drobných rukopisů označuje latinista W. S. Maguinness za silnou stránku edice. Vzhledem k neúplnému stavu Aeneidy, Vergiliovy epické básně o Aeneově putování, se Mynors odchýlil od svého opatrného edičního postoje a otiskl malý počet moderních domněnek.
Mynors sestavil nový text Bedových Církevních dějin pro edici, kterou vydal společně s historikem Bertramem Colgravem. Jeho edice tohoto textu navazovala na edici Charlese Plummera vydanou v roce 1896. Kolace svatopetrského Bedy, rukopisu z 8. století, který Plummer neznal, umožnila Mynorsovi sestavit novou verzi tradice M. Ačkoli nepřipojil podrobný kritický aparát a exegetické poznámky, jeho analýzu textové historie ocenil církevní historik Gerald Bonner jako "přehlednou" a "skvěle provedenou". Sám Mynors považoval edici za povrchní a domníval se, že její vydání bylo předčasné. Podobný názor vyslovil i Winterbottom, který napsal, že se text "sotva liší od Plummerova".

### Komentář ke Georgikám
K jeho vědeckému odkazu přispěl i posmrtně vydaný komentář k Vergiliovým Georgikám. Tento komentář, který je obsáhlým průvodcem Vergiliovou didaktickou básní o zemědělství, byl oceňován pro svou pečlivou pozornost věnovanou technickým detailům a pro Mynorsovy hluboké znalosti zemědělské praxe. Navzdory jeho úspěchům klasička Patricia Johnstonová poznamenala, že se komentář nedokáže seriózně zabývat současnou vědeckou prací o textu, například napětím mezi optimistickým a pesimistickým čtením. V tomto ohledu odráží Mynorsova poslední práce jeho celoživotní skepsi vůči literární kritice jakéhokoli zaměření.

## Odkaz

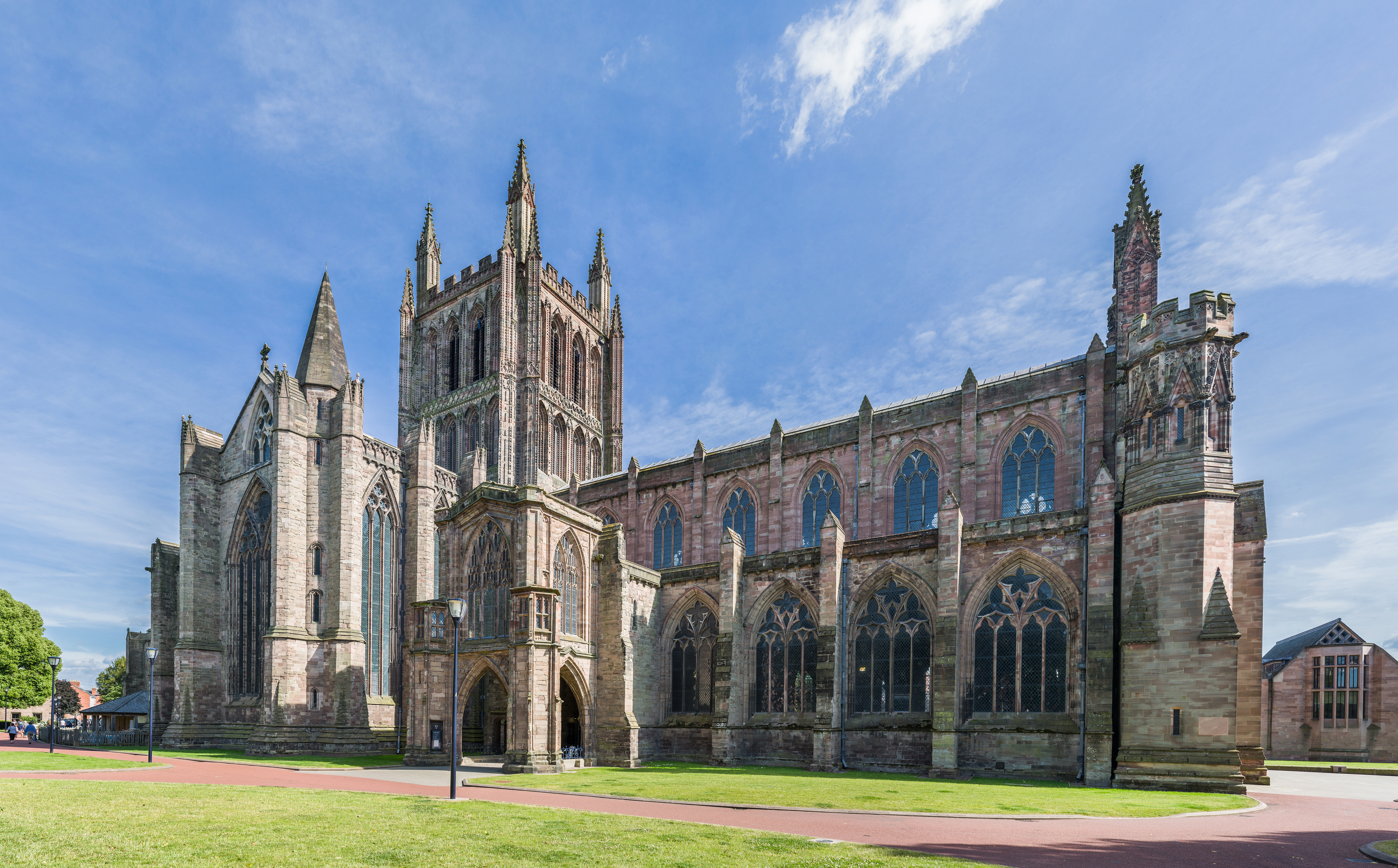
V důchodu se Mynors zajímal o Herefordskou katedrálu..

Během své kariéry si Mynors získal pověst "jednoho z předních klasických učenců své generace". Vědecká obec ho chválila za jeho textologickou práci. Latinista Harold Gotoff o něm prohlašuje, že byl "mimořádným učencem", zatímco Winterbottom označuje jeho kritické edice za "vynikající". Zejména jeho oxfordské edice básníků Catulla a Vergilia vyzdvihuje Gotoff jako "vynikající"; ještě na počátku 21. století slouží jako standardní edice jejich textů.

## Vyznamenání
V roce 1944 byl Mynors zvolen členem Britské akademie a v roce 1963 byl jmenován rytířem bakalářem. Čestná stipendia mu udělila Balliol College v Oxfordu (1963), Pembroke College v Cambridgi (1965) a Corpus Christi College v Oxfordu (1970). Stejným způsobem ho poctil i Warburgův institut. Mynors byl také čestným členem Americké akademie věd a umění, Americké filozofické společnosti a Istituto Nazionale di Studi Romani (it). Byl držitelem čestných titulů univerzit v Cambridge, Durhamu, Edinburghu, Sheffieldu a Torontu. V roce 1983, u příležitosti jeho 80. narozenin, byly Mynorsovy zásluhy o studium latinských textů oceněny vydáním knihy Texts and Transmission: A Survey of the Latin Classics, kterou vydal oxfordský latinista L. D. Reynolds. V roce 2020 byla na Balliolu uspořádána výstava připomínající jeho vědeckou činnost v knihovně koleje.

## Dílo
Autorem následujících knih je Mynors:
- Cassiodori Senatoris Institutiones. [s.l.]: Clarendon Press, 1937. Dostupné online. OCLC 3828537
- Durham Cathedral Manuscripts to the End of the Twelfth Century. [s.l.]: Oxford University Press, 1939. Dostupné online. OCLC 7605487
- C. Valerii Catulli Carmina. [s.l.]: Oxford University Press, 1958. Dostupné online. ISBN 978-0-19-814604-9.
- Catalogue of the Manuscripts of Balliol College. [s.l.]: Oxford University Press, 1963. ISBN 978-0-19-818117-0.
- C. Plini Caecili Secundi: Epistularum Libri Decem. [s.l.]: Clarendon Press, 1963. ISBN 978-0-19-814643-8.
- XII Panegyrici Latini. Oxford: Clarendon Press, 1964. ISBN 978-0-19-814647-6.
- Bede: Ecclesiastical History of the English People. [s.l.]: Oxford University Press, 1969. ISBN 978-0-19-822202-6.
- P. Vergili Maronis Opera. [s.l.]: Clarendon Press, 1969. ISBN 978-0-19-814653-7.
- Walter Map: De Nugis Curialium. Courtiers' Trifles. [s.l.]: Oxford University Press, 1983. ISBN 978-0-19-822236-1.
- Virgil, Georgics. [s.l.]: Oxford University Press, 1990. ISBN 978-0-19-814978-1.